# Aseraggodes haackeanus
Aseraggodes haackeanus es una especie de pez de la familia Soleidae en el orden de los Pleuronectiformes.

## Distribución geográfica
Se encuentran en las  costas del sur de Australia.